# Victor Öhling Norberg
Victor Öhling Norberg (Tännäs, 22 maggio 1990) è uno sciatore freestyle svedese, detentore di un titolo mondiale e vincitore di una Coppa del Mondo di ski cross.

## Biografia
In Coppa del Mondo ha esordito il 18 dicembre 2010 a San Candido (22º), ha ottenuto il primo podio il 23 dicembre 2012 nella medesima località (3º) e la prima vittoria il 19 febbraio successivo a Soči.
In carriera ha preso parte a due edizioni dei Giochi olimpici invernali, Soči 2014 (9º nello ski cross) e Pyeongchang 2018 (22º nello ski cross), e a tre dei Campionati mondiali, vincendo una medaglia di bronzo a Kreischberg 2015 e l'oro a Sierra Nevada 2017.

## Palmarès

### Mondiali
- 2 medaglie:
  - 1 oro (ski cross a Sierra Nevada 2017);
  - 1 bronzo (ski cross a Kreischberg 2015).

### Coppa del Mondo
- Miglior piazzamento in classifica generale: 5º nel 2015.
- Vincitore della Coppa del Mondo di ski cross nel 2014.
- 18 podi:
  - 7 vittorie;
  - 5 secondi posti;
  - 6 terzi posti.

#### Coppa del Mondo - vittorie
| Data             | Luogo       | Paese    | Disciplina |
| ---------------- | ----------- | -------- | ---------- |
| 19 febbraio 2013 | Soči        | Russia   | SX         |
| 15 marzo 2014    | Åre         | Svezia   | SX         |
| 6 febbraio 2015  | Arosa       | Svizzera | SX         |
| 7 febbraio 2015  | Arosa       | Svizzera | SX         |
| 14 febbraio 2015 | Åre         | Svezia   | SX         |
| 20 dicembre 2015 | San Candido | Italia   | SX         |
| 14 febbraio 2016 | Idre        | Svezia   | SX         |

Legenda:

SX = ski cross

### Campionati svedesi
- 4 medaglie[1]:
  - 3 ori (ski cross nel 2012; ski cross nel 2013; ski cross nel 2017).
  - 1 bronzo (ski cross nel 2014).